# Víctor Junco
Víctor Ciriaco Junco Tassinari (Gutiérrez Zamora, Veracruz, 18 de junio de 1917-Ciudad de México, 3 de julio de 1988) fue un actor mexicano de origen cubano e italiano.

## Biografía y carrera
Víctor Ciriaco Junco Tassinari nació el 18 de junio de 1917 en Gutiérrez Zamora, Veracruz, México. Hijo de Silvio Junco, de origen cubano y Enriqueta Tassinari Milano, descendiente de italianos, tuvo dos hermanos: Augusto Gerardo Tito Junco Tassinari (dedicado también a la actuación) y Luisa Virginia. Estudia en la Escuela Naval de Veracruz, y llega a ser campeón estatal de natación, incluso llegó a ser salvavidas en el puerto.
A mediados de los años treinta, acompañado de su hermano Tito, se estableció en la Ciudad de México para asistir a clases de actuación en el Instituto Nacional de Bellas Artes, a la par tomó clases de arte dramático con el célebre maestro japonés Seki Sano. Pronto consiguió sus primeras intervenciones en cine como extra y formó parte del grupo Teatro de medianoche, fundado por Rodolfo Usigli.
Sus primer rol importante se lo dio el famoso director Emilio “Indio” Fernández en la película Las abandonadas (1945), junto a Dolores del Río y Pedro Armendáriz, luego vendría su primer protagónico en Rosa del Caribe (1946) con María Elena Marqués y Katy Jurado. En 1947 trabajó bajo las órdenes de Roberto Gavaldón, conocido como “el Ogro”, por su fuerte temperamento en la cinta que le daría una nominación al Premio Ariel: La otra (1946) alternando con Dolores del Río. Después del éxito de La otra filmó títulos como La bien pagada (1948), con María Antonieta Pons y Blanca Estela Pavón, Nocturno de amor (1948) con Miroslava Stern, Coqueta (1949), con Ninón Sevilla, Secreto entre mujeres (1949) con Rosario Granados y Carmen Montejo, Amor salvaje (1949), con Rosa Carmina y Doña Diabla (1950), con María Félix.
En 1953 fundó el Teatro Arena, donde debutó como productor con la obra El caso de la mujer asesinadita. Fue también miembro fundador de la ANDA en donde fue nombrado secretario del interior, fue además primer presidente de la ANDI. En cine siguió con sus éxitos y alternando las grandes actrices como Libertad Lamarque en Te sigo esperando (1952) y La mujer x (1955), Marga López en Amor con amor se paga (1950) y Tu hijo debe nacer (1958). También fue galán de Ninon Sevilla, Amalia Aguilar, Lilia del Valle, Lilia Prado, Rosa Carmina, Gloria Marin, Silvia Pinal y Elsa Aguirre, entre otras.
En 1956 el actor fue abordado por Hollywood para interpretar al general Lorenzo, en el western de Richard Fleischer Bandido, con Robert Mitchum en el papel estelar. Su incursión en el cine internacional no se detuvo ahí, también trabajó en la producción franco-mexicana La fièvre monte à El Pao (1958), con dirección de Luis Buñuel y con actores como María Félix, Gerard Philipe y Jean Servais. En 1963 filma la producción méxico-argentina La diosa impura con Isabel Sarli y Julio Alemán, quienes terminaron peleados al final del rodaje. En esta película interpretó el papel que estaba destinando para Pedro Armendáriz, quien se suicidó poco antes de iniciado el rodaje. Posteriormente, trabajó junto a Lana Turner, en El terrón de azúcar (1969), dirigida por el cineasta de origen chileno Tito Davison, luego vendría The Undefeated (1969) con John Wayne y Rock Hudson. Su última aparición internacional fue en 1982 en la película de Carlos Saura Antonieta, protagonizada por Isabelle Adjani y en la que interpretó al generalísimo Porfirio Díaz.
Además de seguir en el cine, en donde también incursionó en el llamado Cine fantástico con figuras como Blue Demon y El Santo, también hizo trabajos en televisión, debutando al lado de la diva de las telenovelas Lucía Méndez, en el melodrama La maestra Méndez (1973). En 1974, incursionó en la escritura de guiones para Aventuras de un caballo blanco y un niño, una película de aventuras dirigida por Rafael Baledón. Pese a su prestigio ganado como actor, su único Ariel lo obtuvo hasta 1981, tras casi 50 años de carrera, por su actuación en la cinta Misterio.

## Vida personal y muerte
Víctor se casó sólo una vez, con Rina Pasquini Trachi, cantante, bailarina y actriz italiana conocida artísticamente como Rina Valdarno, con quien procreó a su única hija Enriqueta Balbina, conocida como Jacquelin Junco. Ambas filmaron con Víctor, la película Viento salvaje en 1974. El matrimonio terminó en divorcio. Falleció el 3 de julio de 1988 en la Ciudad de México, a los 71 años de edad. Sus restos descansan en el Panteón Mausoleos del Ángel en la rotonda de actores.

## Reconocimientos

### Premios Ariel
| Año  | Categoría             | Película | Resultado |
| ---- | --------------------- | -------- | --------- |
| 1947 | Coactuación masculina | La otra  | Nominado  |
| 1981 | Coactuación masculina | Misterio | Ganador   |